# بهيج فضل الفضل
بهيج فضل الفضل ( 1897 – 1966 ) سياسي ونائب لبناني سابق، وهو سليل عائلة آل صعب السياسية التي لعبت دورا مهما في تاريخ جبل عامل.

## ولادته ونشاته
ولد في مدينة النبطية في العام 1897 ميلادي، وتلقى علومه في المدسة الحميدية. ثم تفرّغ إلى إدارة أملاك والده الواسعة.

## عائلته
- والده: فضل الفضل، سياسي من جنوب لبنان ونائب سابق، توفي عام 1935 ميلادي.
- زوجته: ليلى لطفي.
- أولاده: ساميا، نهلا، مطيعة، عزيزة، خديجة، مديحة، سمير، سعيد وفضل.

## المناصب السياسية
انتخب نائبا للمرة الأولى عن محافظة الجنوب عام 1935 ميلادي خلفا لوالده فضل الفضل وذلك بدعم من السلطات الفرنسية التي كانت تنتدب لبنان في تلك الآونة، وقد تواجه في هذه المعركة الانتخابية مع عبد اللطيف الأسعد.
- كان كأبيه مقرّبا من السلطات الفرنسية.
- تم تعيينه نائبا للمرة الثانية عن نفس المحافظة وذلك عام 1937 ميلادي. وكان عضوا في لجان الإدارة والعدل، المالية والاقتراحات والعرائض.

## وفاته
توفي في 24 أيلول (سبتمبر) من العام 1966 ودفن في النبطية.